# Autopista Oxley
La autopista Oxley es una autopista rural situada en Nueva Gales del Sur, Australia, que une Nevertire, Gilgandra, Coonabarabran, Tamworth y Walcha con Port Macquarie, en la costa del mar de Tasmania. Se le dio este nombre en honor a John Oxley, el primer europeo que exploró gran parte del interior de Nueva Gales del Sur en 1818.

## Itinerario
La autopista Oxley comienza en la intersección con la autopista Mitchell en Nevertire y se dirige hacia el este a través de Warren hasta Gilgandra, donde se cruza con la autopista Castlereagh. Comparte un tramo con la autopista Newell desde Coonabarabran hasta Gunnedah, donde se separa y se dirige de nuevo hacia el este a través de Gunnedah hasta Tamworth, donde comparte otro tramo con la autopista New England hasta Bendemeer. Se separa de nuevo y se dirige hacia el este para cruzar con la carretera Thunderbolts Way en Walcha, continuando hacia el este a través de Yarrowitch, Ellenborough, Long Flat y Wauchope, y se cruza con la carretera Pacific Highway justo al este de Wauchope, antes de terminar finalmente en Port Macquarie.
Aproximadamente 45 kilómetros del tramo entre Yarrowitch y Wauchope no están vallados, por lo que es posible encontrar ganado (vacuno) y otros animales salvajes en la mayor parte de la carretera. Los canguros son los más fáciles de avistar, pero también se pueden ver wombats y otros marsupiales.